# Ляпунов, Сергей Михайлович
Серге́й Миха́йлович Ляпуно́в (18 [30] ноября 1859, Ярославль — 8 ноября 1924, Париж) — русский композитор из столбового дворянского рода Ляпуновых. Сын астронома М. В. Ляпунова, внук коллежского советника В. А. Ляпунова, бухгалтера Императорского Казанского университета при ректоре Н. И. Лобачевском.

## Биография
После смерти отца в 1868 году Ляпунов вместе с двумя братьями (будущие крупнейшие русские учёные — математик Александр и лингвист Борис) и матерью Софьей Александровной (урождённой Шипиловой) переехал в Нижний Новгород, где получил образование в гимназии. Музыкой будущий композитор интересовался с раннего детства, однако систематические занятия начались лишь с открытием в Нижнем Новгороде отделения Русского музыкального общества в 1874 году.
В 1878 году по рекомендации Николая Рубинштейна Ляпунов поступил в Московскую консерваторию в классы фортепиано Карла Клиндворта и композиции Сергея Танеева. Ляпунов окончил консерваторию в 1883 году, и некоторое время спустя познакомился с Милием Балакиревым, который предложил ему переехать в Санкт-Петербург. Под руководством Балакирева Ляпунов написал первые свои крупные сочинения, сблизился с композиторами «Могучей кучки».
В 1894—1902 работал помощником управляющего Придворной певческой капеллы. В 1908 году он был избран директором Бесплатной музыкальной школы, с 1910 по 1923 занимал пост профессора Петербургской (Петроградской) консерватории. С 1902 по 1915 гг. жил в доходном доме по адресу: Николаевская улица, 22. В 1923 году композитор эмигрировал в Париж, где руководил музыкальной школой для русских эмигрантов, а также выступал в качестве дирижёра.
Ляпунов умер 8 ноября 1924 года в Париже от инфаркта. С. М. Ляпунов похоронен на парижском кладбище Батиньоль (24 дивизия, 7 линия, могила 29). В июле 2017 г. запущенная могила была отреставрирована по инициативе французской организации «Ренессанс Франсез» при поддержке посольства России во Франции, Московской консерватории и благодаря частным пожертвованиям россиян и французов (собранным в ходе благотворительного вечера в резиденции посла России 2 февраля 2017 г.).

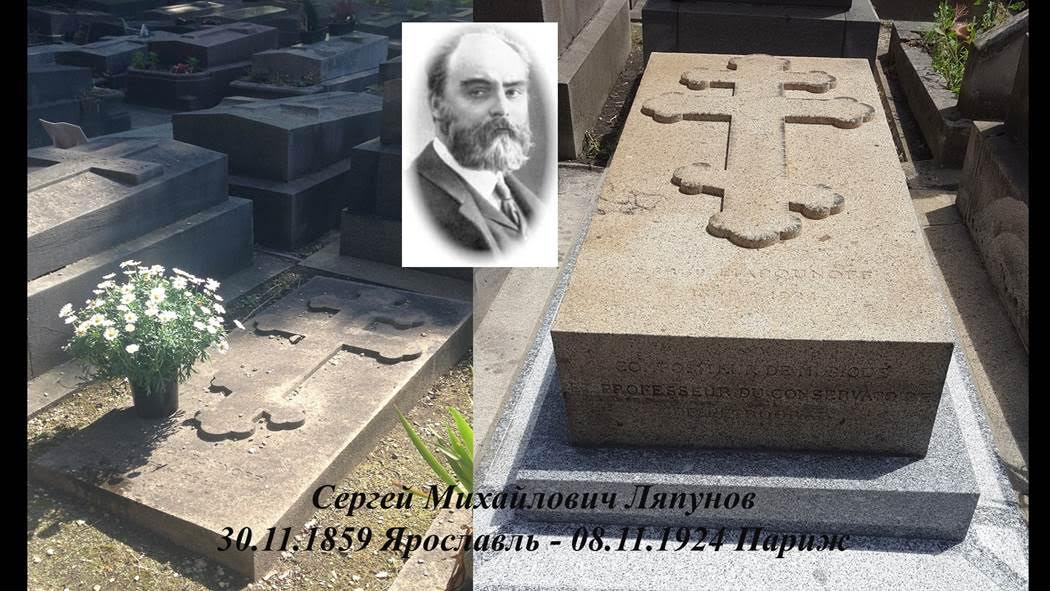
Могила на кладбище Батиньоль.

Ляпунов, наряду с Антоном Аренским, Александром Глазуновым, Василием Калинниковым и Сергеем Рахманиновым, принадлежит к композиторам позднего русского романтизма, промежуточным по времени между представителями «Могучей кучки» и русского модернизма (такими, как Игорь Стравинский и Сергей Прокофьев). Ранние сочинения Ляпунова отмечены влиянием Балакирева, в более поздних проявляется самобытный стиль композитора, нередко использовавшего в своём творчестве народную музыку.
Будучи высококлассным пианистом, Ляпунов создал многочисленные сочинения для фортепиано крайне высокой сложности, среди которых наиболее известны два фортепианных концерта и «Двенадцать этюдов высшего мастерства», посвящённые памяти Ференца Листа. В 1910 году Ляпунов исполнил и записал ряд собственных сочинений на механическом пианино «Вельте-Миньон».
Сочинения для оркестра
- Симфония № 1 h-moll (1885—1887);
- Симфония № 2 b-moll (1917)

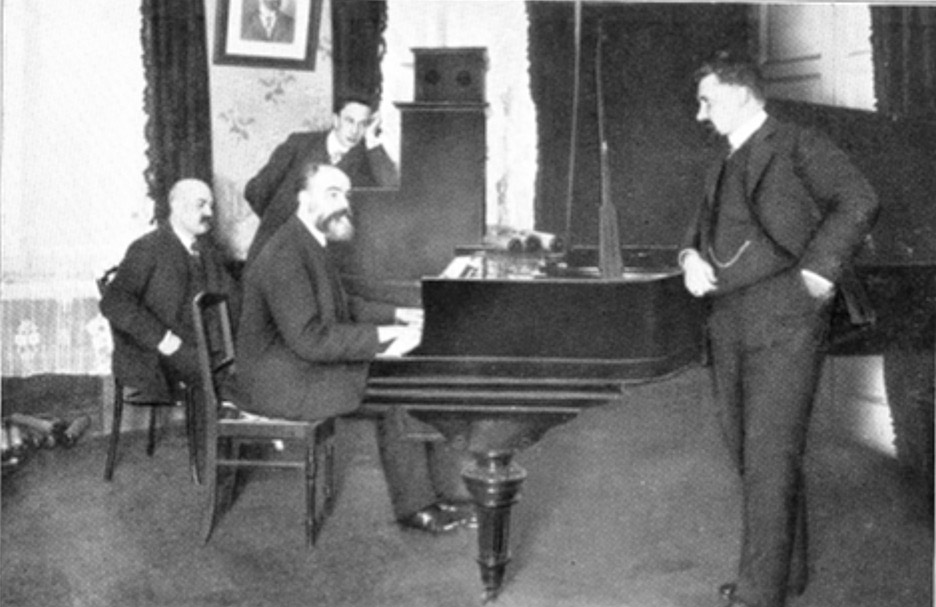
Ляпунов записывает своё исполнение на «Вельте-Миньоне» (1910 год)

- Симфоническая поэма «Желязова Воля» (1909)
- Баллада cis-moll (1883);
- Праздничная увертюра на русские темы (1896);
- Полонез Des-dur (1902)
- Рапсодия на украинские темы (1908)
- Симфоническая поэма «Гашиш» (1912—1913; по одноимённой поэме А. А. Голенищева-Кутузова)

Кантаты
- «Вечерняя песнь» для тенора, хора и оркестра (1920)

Сочинения для солирующего инструмента и оркестра
- Концерт для фортепиано с оркестром № 1 es-moll (1890)
- Концерт для фортепиано с оркестром № 2 E-dur (1909)
- Концерт для скрипки с оркестром d-moll (1915)

Камерные сочинения
- Секстет b-moll для фортепиано, струнного квартета и контрабаса (1915, вторая редакция 1921)

Сочинения для фортепиано
- Соната f-moll, мазурки, ноктюрны, новеллетты, прелюдии, этюды и др.

Вокальные сочинения
- Шестьдесят русских народных песен, обработанных в 1897 и 1901 годах
- Песни для голоса и фортепиано;
- Вокальные квартеты (в том числе «Пять квартетов на народные темы» (для мужских голосов без сопровождения, ор. 48) специально для квартета Кедрова).